# سیارک ۲۳۷۶۹
سیارک ۲۳۷۶۹ (به انگلیسی: 23769 Russellbabb، نامگذاری:1998MP33) بیست و سه هزار و هفتصد و شصت و نهمین سیارک کشف شده‌است که در ۲۴ ژوئن ۱۹۹۸ کشف شد.
قدر مطلق سیارک برابر ۲۰.۴ است.